# Mrayun
Mrayun is een bestuurslaag in het regentschap Rembang van de provincie Midden-Java, Indonesië. Mrayun telt 3588 inwoners (volkstelling 2010).